# Kasakhstan ved sommer-OL 2020
Kasakhstan deltog under Sommer-OL 2020 i Tokyo som blev afviklet i perioden 23. juli til 8. august 2021.

## Medaljer
| 2020 Tokyo | Guld | Sølv | Bronze | Total |
| Kasakhstan | 0    | 0    | 8      | 8     |

### Medaljevinderne
| Kasakhstan under sommer-OL 2020 i Tokyo | Kasakhstan under sommer-OL 2020 i Tokyo | Kasakhstan under sommer-OL 2020 i Tokyo | Kasakhstan under sommer-OL 2020 i Tokyo | Kasakhstan under sommer-OL 2020 i Tokyo |
| Medalje                                 | Navn                                    | Sport                                   | Event                                   | Dato                                    |
| --------------------------------------- | --------------------------------------- | --------------------------------------- | --------------------------------------- | --------------------------------------- |
| Bronze                                  | Yeldos Smetov                           | Judo                                    | Men's 60 kg                             | 24. juli                                |
| Bronze                                  | Igor Son                                | Vægtløftning                            | Men's 61 kg                             | 25. juli                                |
| Bronze                                  | Zulfiya Chinshanlo                      | Brydning                                | Women's 55 kg                           | 26. juli                                |
| Bronze                                  | Kamshybek Kunkabayev                    | Boksning                                | Men's super heavyweight                 | 4. august                               |
| Bronze                                  | Saken Bibossinov                        | Boksning                                | Damernes fluevægt                       | 5. august                               |
| Bronze                                  | Nurislam Sanayev                        | Brydning                                | Mændenes 57 kg fristil                  | 5. august                               |
| Bronze                                  | Darkhan Assadilov                       | Karate                                  | Men's kumite 67 kg                      | 5. august                               |
| Bronze                                  | Sofya Berultseva                        | Karate                                  | Women's kumite +61 kg                   | 7. august                               |